# Кетлін Манн
Кетлін Сабіна Ма́нн ((англ. Cathleen Sabine Mann), у першому шлюбі від 1926 до 1946 року маркіза Квінсберрі (англ. Marchioness of Queensberry), у другому шлюбі Фо́ллетт (англ. Follett); 31 грудня 1896, Ньюкасл-апон-Тайн, Велика Британія — 9 вересня 1959, Лондон) — британська художниця-портретистка і художниця по костюмах для кіно. Член Королівського товариства олійного малярства і Королівського товариства портретистів.

## Біографія

### Початок кар'єри
Кетлін Сабіна Манн народилася 31 грудня 1896 року в місті Ньюкасл-апон-Тайн у родині шотландського портретиста Харрінгтона Манна і його дружини Флоренс Сабіни Песлі, дизайнерки інтер'єру і художниці. Була другою з трьох доньок. Мистецтва малярства Кетлін навчали батько і британська художниця Етель Вокер. Також брала уроки малювання під час навчання в школі образотворчих мистецтв у Лондоні. Розпочату кар'єру Кетлін перервала Перша світова війна, під час якої вона працювала на машині швидкої допомоги.
1924 року два портрети художниці були виставлені в Королівській академії. Від 1930 року портрети Кетлін стали регулярно виставляти в академії. Її роботи демонструвалися в Музеї Вікторії та Альберта, Музеї в Люксембурзькому саду Парижа, Королівському інституті образотворчих мистецтв Глазго. Два портрети пензля художниці увійшли в експозицію Національної портретної галереї Лондона. Це портрети художника Метью Сміта і скульптора Едуардо Паолоцці. Манн була членом Королівського товариства олійного малярства і Королівського товариства портретистів.
У 1930-х роках Кетлін розпочала роботу над ескізами костюмів для британських фільмів. Пошиті за малюнками художниці костюми можна побачити у фільмах Залізний герцог (1935), Прийдешнє (1936) та інших. Деякі зі своїх ескізів вона передала в дар Музею Вікторії та Альберта, де вони перебувають в експозиції.

### Шлюби та самогубство

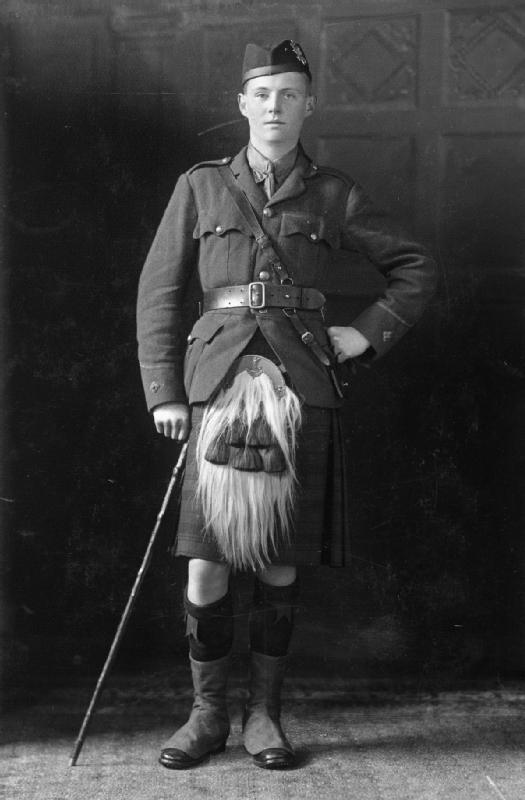
під час Першої світової війни.

18 березня 1926 року Кетлін вийшла заміж за шотландського дворянина і пера Френсіса Дугласа, 11-го маркіза Квінсберрі, для якого це був другий шлюб. Вона носила титул маркізи Квінсберрі до їхнього розлучення 1946 року. Подружжя мало двох дітей:
- Леді Джейн Кетрін (1926-2007) — дружина Девіда Артура Корі-Райта, мали трьох синів;
- Сер Девід Дуглас[en] (нар. 1929) — 12-й маркіз Квінсберрі від 1954 року, був одружений тричі: першим шлюбом з Анною Джонс, від якої мав двох дочок; другим з Олександрою Марією Клер Віндхем, троє синів; третім шлюбом з Сюе-Чун Ляо, одна донька.

Під час Другої світової війни Кетлін була військовим художником, малюючи портрети офіцерів і солдатів. Тоді ж намалювала портрет Адріана Картона де Віарта.
Після розлучення 1946 року вийшла заміж за Джона Роберта Фоллетта, сина генерала Гілберта Баррелла Спенсера Фоллетта, який загинув під час Першої світової війни, і леді Мілдред Фоллетт, доньки 7-го графа Данмор. Дітей подружжя не мало. Джон був власником кількох скакових коней. Він помер у 1953 році, що викликало сильний нервовий зрив у його дружини. Під час депресії вона намалювала кілька своїх найкращих робіт, від пейзажів до портретів дітей, писала скульптури й абстрактні картини. Була в дружніх стосунках з художником Метью Сміттом. Оксфордський словник вважає, що саме під його впливом Кетлін створила свої найкращі твори. Тоді вона експериментувала з абстрактним мистецтвом, малюючи оголених моделей.
1959 року художниця покінчила життя самогубством, випивши велику дозу снодійного в студії Монпельє в районі Бромптон міста Лондона. Пізніше її син сер Девід говорив, що незадовго до суїциду матері поставили діагноз туберкульоз. Хоча лікарі сказали їй про швидке одужання, вона залишила передсмертну записку, в якій зізналася, що сильно переживала через свою хворобу.